# Spanienkreuz

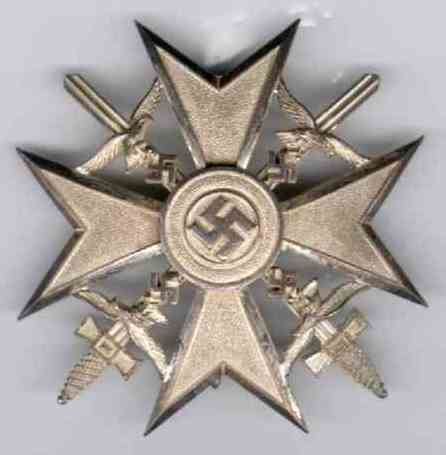
Spanienkreuz in Silber mit Schwertern

Abbildung des Spanien-Kreuzes aus dem Reichsgesetzblatt vom 10. August 1939

Das Spanienkreuz wurde am 14. April 1939 per Verordnung von Adolf Hitler gestiftet und war für Soldaten der deutschen Wehrmacht bestimmt, die im Spanischen Bürgerkrieg auf Seiten der Falangisten General Francos in der Legion Condor gedient hatten. Die Eingangsworte der Verordnung lauteten: Zum sichtbaren Ausdruck meiner Anerkennung und meines Dankes für die Verdienste deutscher Freiwilliger an der Niederwerfung des Bolschewismus im spanischen Freiheitskampfe stifte ich das „Spanien-Kreuz in 3 Klassen“.

## Satzungsinhalt
Die gleichfalls am 14. April 1939 erlassene Satzung des Spanienkreuzes regelte dann die weiteren Verfahrensweisen. So wurde das Spanien-Kreuz in drei Klassen gestiftet. Es gab jedoch noch eine Sonderklasse, nämlich das Spanien-Kreuz in Gold mit Brillanten für besonders hervorragende militärische Leistungen.
Alle Klassen wurden dabei entweder in zwei Formen verliehen, für die 3. und 2. Klasse mit und ohne Schwertern, wobei das Spanienkreuz in Gold sowie mit Brillanten nur mit Schwertern verliehen worden ist.
| 3. Klasse | Spanienkreuz in Bronze | ohne Schwerter | mit Schwertern                       |
| 2. Klasse | Spanienkreuz in Silber | ohne Schwerter | mit Schwertern                       |
| 1. Klasse | Spanienkreuz in Gold   | mit Schwertern | mit Brillanten, als Sonderfassung[4] |

### Verleihung des Spanienkreuzes mit Schwertern
Die Satzung des Spanienkreuzes gibt dann im Weiteren an, unter welchen Voraussetzungen das Spanienkreuz mit Schwertern verliehen werden konnte. So wurde bestimmt, dass das Spanienkreuz mit Schwertern
- 1. an die Freiwilligen der Legion Condor verliehen wird,
- 2. an die Besatzung der an folgenden Kampfhandlungen in spanischen Gewässern beteiligten Schiffe der deutschen Kriegsmarine verliehen werden konnte.
  - a) Fliegerangriff auf Ibiza,
  - b) Beschießung von Almería,
  - c) Bombenangriff auf Palma.[5]

### Verleihung des Spanienkreuzes ohne Schwerter
Das Spanienkreuz in Silber oder Bronze ohne Schwerter wurde dagegen verliehen an:
- 1. Kurierflieger,
- 2. Wehrmachtsangehörige, die sich dienstlich in Spanien bei der Legion Condor oder auf Schiffen der Kriegsmarine mindestens drei Monate in spanischen Gewässern aufgehalten haben,
- 3. deutsche Zivil-Freiwillige der Legion Condor und der mit ihr in gleichem Auftrag tätigen amtlichen deutschen Stellen.[6]

### Aussehen und Tragweise des Spanienkreuzes
Das Spanienkreuz ist ein aus Bronze gefertigtes, in den jeweiligen Stufen versilbertes bzw. vergoldetes Malteserkreuz, in dessen Kreuzwinkeln ein nach rechts fliegender Luftwaffenadler mit ausgebreiteten Schwingen und dem Hakenkreuz in den Fängen zu sehen ist. Im aufliegenden kreisrunden Medaillon ist ein Hakenkreuz abgebildet. Sofern das Spanienkreuz mit Schwertern verliehen wurde, sind zwei gekreuzte Schwerter unter dem Hoheitszeichen durch das Mittelteil geführt. Das Spanienkreuz in Gold mit Brillanten mit Schwertern ist aus Silber hergestellt und vergoldet. Im Reif um das Hakenkreuz sind dabei 14 Brillanten von je 0,07 Karat; insgesamt 0,98 Karat angebracht. Getragen wurde das Spanienkreuz als Steckkreuz auf der rechten Brustseite. Die Satzung bestimmte dazu, dass es direkt unter dem Blutorden (falls verliehen) zu tragen war.

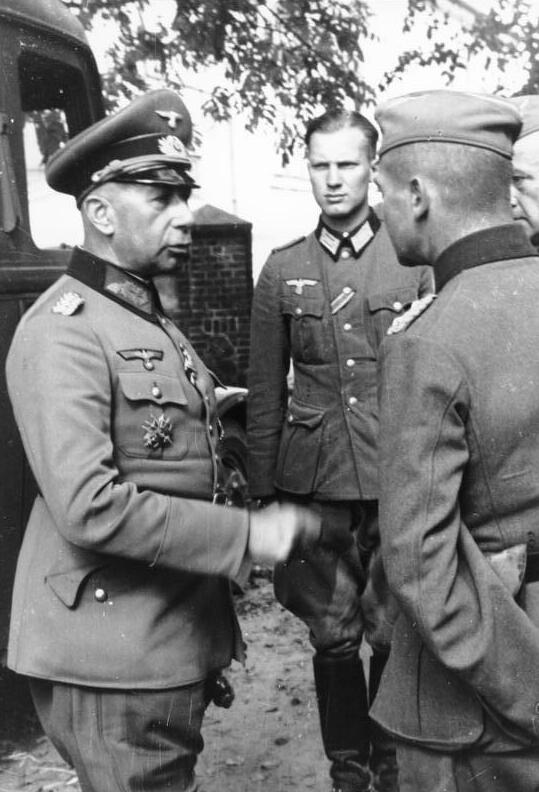
Walther Lucht, Trageweise des Spanienkreuzes mittig der rechten Brusttasche
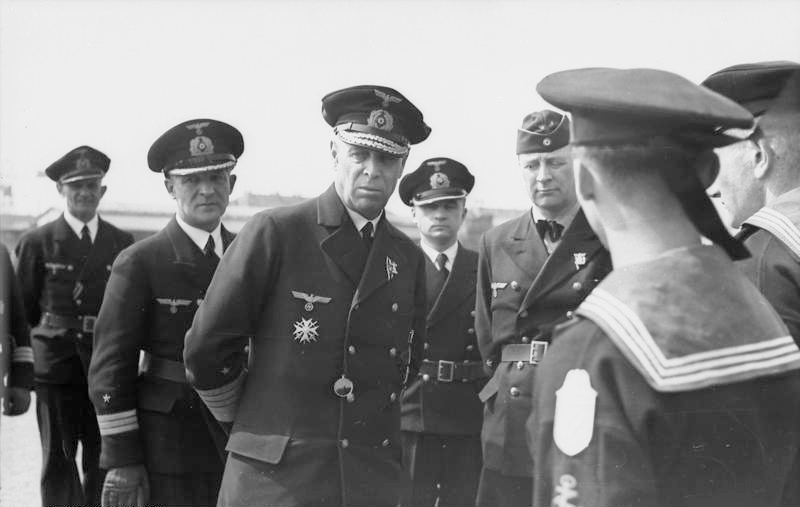
Admiral Hermann von Fischel, an dessen Brusttasche das Spanienkreuz gut zu erkennen ist
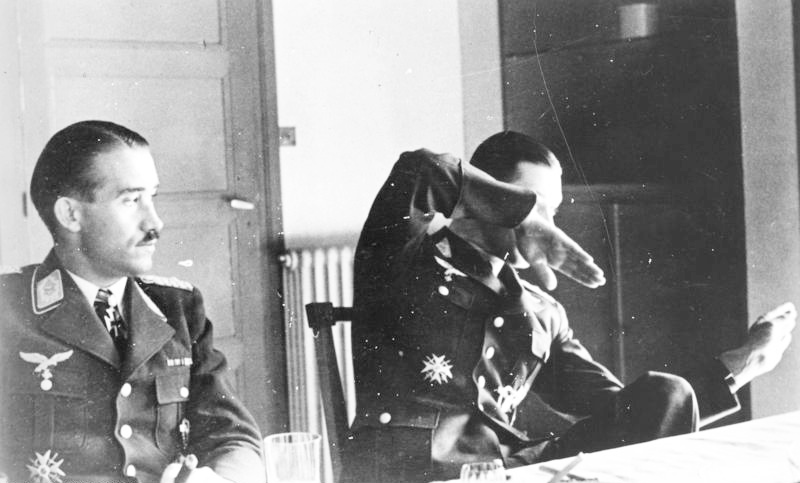
Adolf Galland und Werner Mölders bei einer Lagebesprechung mit den Spanienkreuzen mit Brillanten am Waffenrock
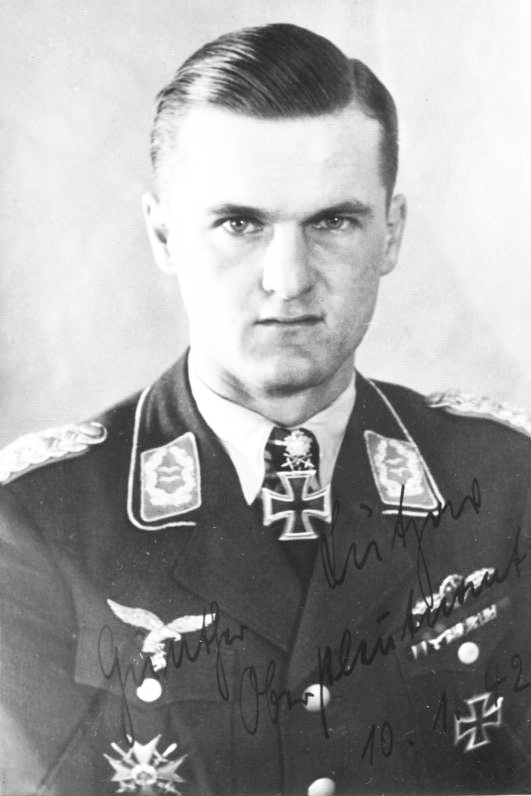
Günther Lützow mit der Brillantstufe des Spanienkreuzes

### Vorschlagswesen
Die Vorschläge für die Verleihung des Spanienkreuzes wurden sodann vom Chef des Oberkommandos der Wehrmacht über den Staatsminister und Chef der Präsidialkanzlei der Ordenskanzlei an Hitler zur Entscheidung übersandt. Alle Beliehenen erhielten im weiteren Zuge eine Urkunde, die den Namenszug Hitlers als Unterschrift zeigte. Das Spanienkreuz verblieb nach Ableben des Beliehenen im Besitz der Hinterbliebenen als Erinnerungsstück. Die weiteren Regelungen wurden dann mit der Durchführungsverordnung geregelt. Unter anderem wurde darin geregelt, dass das Spanienkreuz
- in Silber mit Schwertern an diejenigen Personen verliehen wird, die im Zuge von Kampfhandlungen auch Feindberührung hatten,
- in Gold mit Schwertern an diejenigen Personen verliehen wird, die sich im Zuge dieser Kampfhandlungen durch Kühnheit, Mut und Tapferkeit besonders hervorgetan hatten,
- in Gold mit Schwertern und Brillanten an diejenigen Personen verliehen wird, die im Gegensatz zu anderen Personen sich durch herausragende und beispielhafte Taten abgegrenzt hatten.

## Verleihung
Die Auszeichnung der Beliehenen des Spanienkreuzes mit Schwertern in Gold mit Brillanten fand am 31. Mai 1939 in Hamburg durch Hermann Göring in einem Appell statt. Das Verleihungsdatum war aber in diesen Fällen auf dem 6. Juni 1939 vordatiert worden, da an diesem Tag in Berlin, konkret am Brandenburger Tor, die Siegesparade der Legion-Condor abgehalten wurde.
Insgesamt wurde das Spanienkreuz in all seinen Stufen mit oder ohne Schwerter 26.116 mal verliehen, die sich wie folgt aufteilten:
| Bronze                                                                | Silber                                                              | Gold                                                               |
| --------------------------------------------------------------------- | ------------------------------------------------------------------- | ------------------------------------------------------------------ |
| ohne Schwerter: 7.869 Verleihungen mit Schwertern: 8.462 Verleihungen | ohne Schwerter: 327 Verleihungen mit Schwertern: 8.304 Verleihungen | mit Schwertern: 1.126 Verleihungen mit Brillanten: 28 Verleihungen |

## Sonstiges
Das Spanienkreuz gehört zu den nationalsozialistischen Auszeichnungen, deren Führung in Deutschland nach dem Gesetz über Titel, Orden und Ehrenzeichen vom 26. Juli 1957 in keiner Form zulässig ist.